# 国が決定する貢献
国が決定する貢献（くにがけっていするこうけん、英: Nationally Determined Contribution、略称: NDC）とは、パリ協定に基づいて各国が作成・通報・維持しなければならない温室効果ガスの排出削減目標等のことである。

## 概要
パリ協定（2015年12月採択、2016年11月発効）では、全ての国が温室効果ガスの排出削減目標を「国が決定する貢献（NDC）」として5年毎に提出・更新する義務がある（パリ協定第4条2及びCOP21決定1パラ23、24）。パリ協定採択前にポーランドのワルシャワで開催されたCOP19の決定において「全ての国に対して、2020年以降の削減目標について、国が決定する貢献案（INDC：intended nationally determined contribution）を2015年12月のCOP21に十分先立ち作成することが招請」されていたことから、日本を含む多くの国が2015年にINDCを提出した（なお、INDCは、パリ協定締結後はNDCとなる）。
NDCは、各国の国内事情や能力に応じて自主的に決められるものであるが、パリ協定の目標である「本世紀末までに気温上昇を産業革命前と比べて2℃以下、できれば1.5℃以下に抑える」ことに貢献するように野心的であることが求められる。また、NDCは、排出削減目標だけでなく、適応や資金等の対策も含むことができる。

## 日本のNDC
日本は、2015年7月に地球温暖化対策推進本部において「日本の約束草案」としてINDCを決定し国連に提出した。その内容は、「国内の排出削減・吸収量の確保により、2030年度に2013年度比-26.0%（2005年度比-25.4%）の水準（約10億4,200万t-CO2）にすること」としていた。2020年3月30日に地球温暖化対策推進本部においてNDCを決定し、その内容は「我が国は、2030年度に2013年度比-26％（2005年度比-25.4％）の水準にする削減目標を確実に達成することを目指す。また、我が国は、この水準にとどまることなく、中期・長期の両面で温室効果ガスの更なる削減努力を追求していく。」としていた。
2021年4月22日に地球温暖化対策推進本部の決定を踏まえ、米国主催気候サミット（オンライン開催）において、2050年カーボンニュートラル（脱炭素社会の実現）と整合的で野心的な目標として、2030年度に温室効果ガスを2013年度から46％削減することを目指すこと、さらに50%の高みに向け挑戦を続けることを表明した。その後、2021年10月22日に地球温暖化対策推進本部において新たな削減目標を反映したNDCを決定し、国連へ提出した。